# 郑勤
郑勤（1951年10月—），河南新县人，中国人民解放军中将。

## 生平
1968年参加中国人民解放军。1996年起，历任陆军第六十三集团军第一八八师师长、集团军副军长、北京军区副参谋长。2004年晋升为少将。2006年出任陆军第六十五集团军军长。2008年升任广州军区副司令员。2009年晋升为中将。2014年12月到龄退役。
2017年7月24日中国中央电视台播出的《将改革进行到底》第八集《强军之路》（下）透露，郑勤已出任军委改革领导小组专家咨询组成员。

## 家庭
- 父：郑维山，中国人民解放军开国中将[3]。